# 河東町大田原
河東町大田原（かわひがしまち おおたわら）は、福島県会津若松市の大字である。郵便番号は969-3411。

## 地理
会津若松市北部の河東地区（旧河沼郡河東町域）に属する。東で河東町広野、南で河東町熊野堂、西で河東町代田、河東町福島、北で河東町岡田、北西で耶麻郡磐梯町赤枝とそれぞれ隣接する。概ね町村制施行以前の河沼郡大田原村の流れを汲む地域である。河東地区北西部に位置し、一級水系阿賀野川水系日橋川左岸側平野部の一部を主な範囲とする。南西部を南北に福島県道69号北山会津若松線が縦断する。域内全域にわたり水田が広がり、南部の村中、中部の鴨田、北東部の柏原、堂島といった字に集落が点在する。

### 河川・湖沼
一級水系阿賀野川水系
- 日橋川

### 主な字
字
- 石仏
- 一里壇乙
- 大道下乙
- 柏原
- 鴨田
- 三本松乙
- 下平丁
- 新橋甲

- 地蔵丙
- 大正寺
- 高館甲
- 高水口
- 高水口甲
- 台
- 台甲
- 堂島

- 西原添乙
- 舞台
- 堀田乙
- 前田乙
- 道北丙
- 南原添乙
- 南前田乙
- 宮腰甲

- 村北丁
- 村中
- 村中甲
- 村西
- 村西甲
- 村西丁
- 村西丙
- 村東

- 村東甲
- 村東丙
- 村前丁
- 山ノ神
- 山ノ神甲
- 龍王塚

## 歴史
- 1875年 - 堂島新田、鴨田新田、柏原新田、大和田村が統合され大田原村が発足する。
- 1879年1月27日 - 大田原村が福島県内における郡区町村制の施行により河沼郡の村となる。
- 1889年4月1日 - 町村制の施行により大田原村が周辺7村と合併し堂島村が発足する。旧大田原村域は堂島村の大字となる。
- 1957年4月1日 - 堂島村が日橋村と合併して河東村が発足し、河東村の大字となる。
- 1978年4月1日 - 河東村が町制施行し、河東町の大字となる。
- 2005年11月1日 - 河東町が会津若松市に編入され、会津若松市の大字となる。

## 世帯数と人口
2024年1月1日現在の世帯数と人口は以下の通りである。
| 大字         | 世帯数 | 人口  |
| ------------ | ------ | ----- |
| 河東町大田原 | 97世帯 | 269人 |

## 小・中学校の学区
市立小・中学校に通う場合、学区は以下の通りとなる。
| 番地 | 小学校                       | 中学校                       |
| ---- | ---------------------------- | ---------------------------- |
| 全域 | 会津若松市立河東学園前期課程 | 会津若松市立河東学園後期課程 |

## 交通

### 道路
- 福島県道69号北山会津若松線
- 幹線一級市道38号
- 幹線一級市道41号
- 幹線二級市道38号

## 施設
- 大和田多目的集落センター
- 東北電力 河東変電所
- 日本警察犬協会 福島県支部
- 寶勝寺
- 大和田八幡神社
- 古峯神社
- 戸隠神社
- 諏訪神社